# Milan Sidor
Milan Sidor (ur. 22 lutego 1951 w Krušincu, zm. 31 maja 2014 w Preszowie) – słowacki polityk, nauczyciel akademicki i przedsiębiorca, kandydat w wyborach prezydenckich.
Posiadał stopień kandydata nauk. Do 1990 pracował jako nauczyciel akademicki na Uniwersytecie Pavla Jozefa Šafárika w Koszycach, później prowadził własną działalność gospodarczą w ramach ITAS Prešov, instytutu zajmującego się edukacją, sztuką i sportem. Był kandydatem Komunistycznej Partii Słowacji w wyborach prezydenckich w 2009, w pierwszej turze głosowania otrzymał około 1,1% głosów, zajmując ostatnie miejsce wśród 7 kandydatów.